# Afanasijus Kazanas
Afanasijus Kazanas (ur. 10 stycznia 1898 w Zarasai, zm. 1 sierpnia 1953 na Workucie) – litewski wojskowy (kapitan), dowódca 255 Litewskiego Batalionu Schutzmannschaft, a następnie III Batalionu 1 Litewskiego Ochotniczego Pułku Policyjnego podczas II wojny światowej, współorganizator buntu skazanych w jednym z łagrów na Workucie latem 1953 r.

## Życiorys
Ukończył szkołę podstawową w Zarasai. W 1915 został zmobilizowany do armii carskiej. W 1917 odkomenderowano go do szkoły praporszczików w Moskwie, którą ukończył w stopniu podporucznika. Powrócił na front, walcząc z Niemcami w Galicji. Został ranny, po czym wiosną 1918 powrócił na Litwę. Od listopada 1918 do stycznia 1919 służył w szeregach wojsk Białych gen. Nikołaja N. Judenicza. W sierpniu 1920 wstąpił do nowo formowanej armii litewskiej. Służył w straży granicznej. Pod koniec 1920 uczestniczył w walkach z Polakami w rejonie Sejn. W 1934 został kapitanem. Po zajęciu Litwy przez Armię Czerwoną w czerwcu 1940 zwolniono go z wojska. Kiedy armia niemiecka zaatakowała ZSRR 22 czerwca 1941 objął funkcję zastępcy dowódcy oddziału partyzanckiego, sformowanego w Zarasai. Po zajęciu ziem litewskich przez Niemców został w listopadzie 1941 r. na krótko dowódcą policyjnego oddziału transportowego w Kownie, po czym w grudniu tego roku w stopniu kapitana objął dowództwo 255 Litewskiego Batalionu Schutzmannschaft. Batalion został wysłany na Białoruś w celu zwalczania partyzantki. W 1943 r. trafił na front w rejonie Kowla. Wraz z wojskami niemieckimi wycofał się na zachód. Na pocz. lipca 1944 pod Gdańskiem jako III Batalion wszedł w skład 1 Litewskiego Ochotniczego Pułku Policyjnego ppłk Antanasa Špokevičiusa. Pierwotnym zadaniem Pułku była walka z partyzantami, ale wobec zbliżenia się Armii Czerwonej do granic ziem litewskich, niemieckie dowództwo wysłało Litwinów na front. Podczas ciężkich walk Pułk został zamknięty wraz z niemieckimi jednostkami frontowymi w tzw. Kotle Kurlandzkim. Kapitan A. Kazanas w kwietniu 1945 w rejonie Królewca dostał się do niewoli sowieckiej. Po śledztwie skazano go na karę 10 lat łagrów. W lipcu 1953 został członkiem tajnego komitetu organizacyjnego, który zorganizował bunt w jednym z łagrów na Workucie, uśmierzony na pocz. sierpnia przez wojsko.